# Wilhelm Voigt

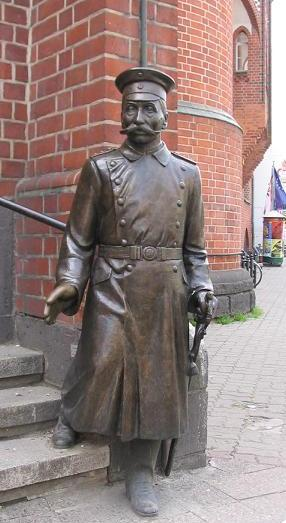
Staty av Wilhelm Voigt vid rådhuset i Köpenick.

Wilhelm Voigt, också känd som "der Hauptmann von Köpenick" (Kaptenen från Köpenick), född 13 februari 1849 i Tilsit i Ostpreussen (nuvarande Sovetsk i Kaliningrad), död 3 januari 1922 i Luxemburg, var en tysk skomakare, som främst är känd för att 1906 ha utfört den ursprungliga köpenickiaden.
Iförd preussisk officersuniform lyckades Voigt övertyga ett detachement soldater att följa med honom till rådhuset i Köpenick, där han genom ett självsäkert uppträdande fick stadskassören att överlämna kassan. Voigt greps och straffades, men nyheten om hans tilltag spreds i hela världen som en underhållande nyhet och begreppet "köpenickiad" kom att beteckna liknande tilltag. Efter att han frigivits från sitt straff gav han ut en bok om sin bedrift och spelade sig själv i teaterföreställningar.